# Campionato africano maschile under 21 di pallavolo 2015
Il campionato africano maschile under 21 di pallavolo 2015 si è svolto dal 27 febbraio al 1º marzo 2015 a Il Cairo, in Egitto: al torneo hanno partecipato tre squadre nazionali juniores africane e la vittoria finale è andata per la terza volta all'Egitto.

## Impianti
|                                                                     |  |  |
|                                                                     |  |  |
| Eastern Company Hall Città: Il Cairo Capienza: ? Anno d'apertura: ? |  |  |

## Regolamento
Le squadre hanno disputato un girone all'italiana.

## Squadre partecipanti
| Squadra | Qualificazione | Ultima partecipazione |
| ------- | -------------- | --------------------- |
| Algeria | -              | Tunisia 2013          |
| Egitto  | -              | Tunisia 2013          |
| Marocco | -              | Tunisia 2013          |

## Torneo

### Risultati
| 27 febbraio 2015 Eastern Company Hall, Il Cairo Durata: 1h:17 - Spettatori: 400 | Egitto  | 3 - 0 | Marocco | 25-13, 25-20, 25-19        |
| 28 febbraio 2015 Eastern Company Hall, Il Cairo Durata: 1h:38 - Spettatori: 300 | Algeria | 3 - 1 | Marocco | 20-25, 25-20, 25-16, 25-15 |
| 1º marzo 2015 Eastern Company Hall, Il Cairo Durata: 1h:47 - Spettatori: 600    | Algeria | 1 - 3 | Egitto  | 23-25, 25-20, 25-22, 25-21 |

### Classifica
| Pos | Squadra | Pt | G | V | P | SV | SP | Ratio | PF  | PS  | Ratio |
| --- | ------- | -- | - | - | - | -- | -- | ----- | --- | --- | ----- |
| 1   | Egitto  | 6  | 2 | 2 | 0 | 6  | 1  | 6.000 | 166 | 147 | 1.129 |
| 2   | Algeria | 3  | 2 | 1 | 1 | 4  | 4  | 1.000 | 188 | 162 | 1.160 |
| 3   | Marocco | 0  | 2 | 0 | 2 | 1  | 6  | 0.167 | 119 | 170 | 0.700 |

## Classifica finale
| Pos | Squadre | Qualificazione                    |
| --- | ------- | --------------------------------- |
|     | Egitto  | Campionato mondiale juniores 2015 |
|     | Algeria | Campionato mondiale juniores 2015 |
|     | Marocco |                                   |

## Premi individuali
| Premio                | Nome                 | Squadra |
| --------------------- | -------------------- | ------- |
| MVP                   | Ahmed Diaa           | Egitto  |
| Miglior schiacciatore | Hamza Ouafi          | Marocco |
| Miglior muro          | Abdelrahman Abdalla  | Egitto  |
| Miglior servizio      | Mohamed Ali Elsheikh | Egitto  |
| Miglior ricevitore    | Larbi Hedroug        | Algeria |
| Miglior libero        | Ibrahim Sbaibi       | Algeria |
| Miglior palleggiatore | Ahmed El Ashry       | Egitto  |